# Rubem Siqueira Maia
Rubem Siqueira Maia (Curvelo, 15 de fevereiro de 1908 – Coronel Fabriciano, 20 de janeiro de 1982) foi um médico e político brasileiro. Após residir em São João del-Rei durante sua infância e se formar pela Faculdade de Medicina da Universidade Federal de Minas Gerais (UFMG), transferiu-se para o Vale do Rio Doce a fim de trabalhar na locação da Estrada de Ferro Vitória a Minas (EFVM) na década de 1930.
Posteriormente, estabeleceu-se em Antônio Dias, onde foi eleito prefeito. Destacou-se como um dos criadores do Hospital Siderúrgica (atual Hospital Doutor José Maria Morais) ao lado da Belgo-Mineira no então distrito Melo Viana. Além disso, elaborou uma comissão pró-emancipação do distrito, apoiada por seu amigo de infância e então deputado estadual Tancredo Neves. Esse processo culminou na criação do atual município de Coronel Fabriciano em 1948, com Rubem sendo o primeiro prefeito eleito no ano seguinte.

## Origem e formação

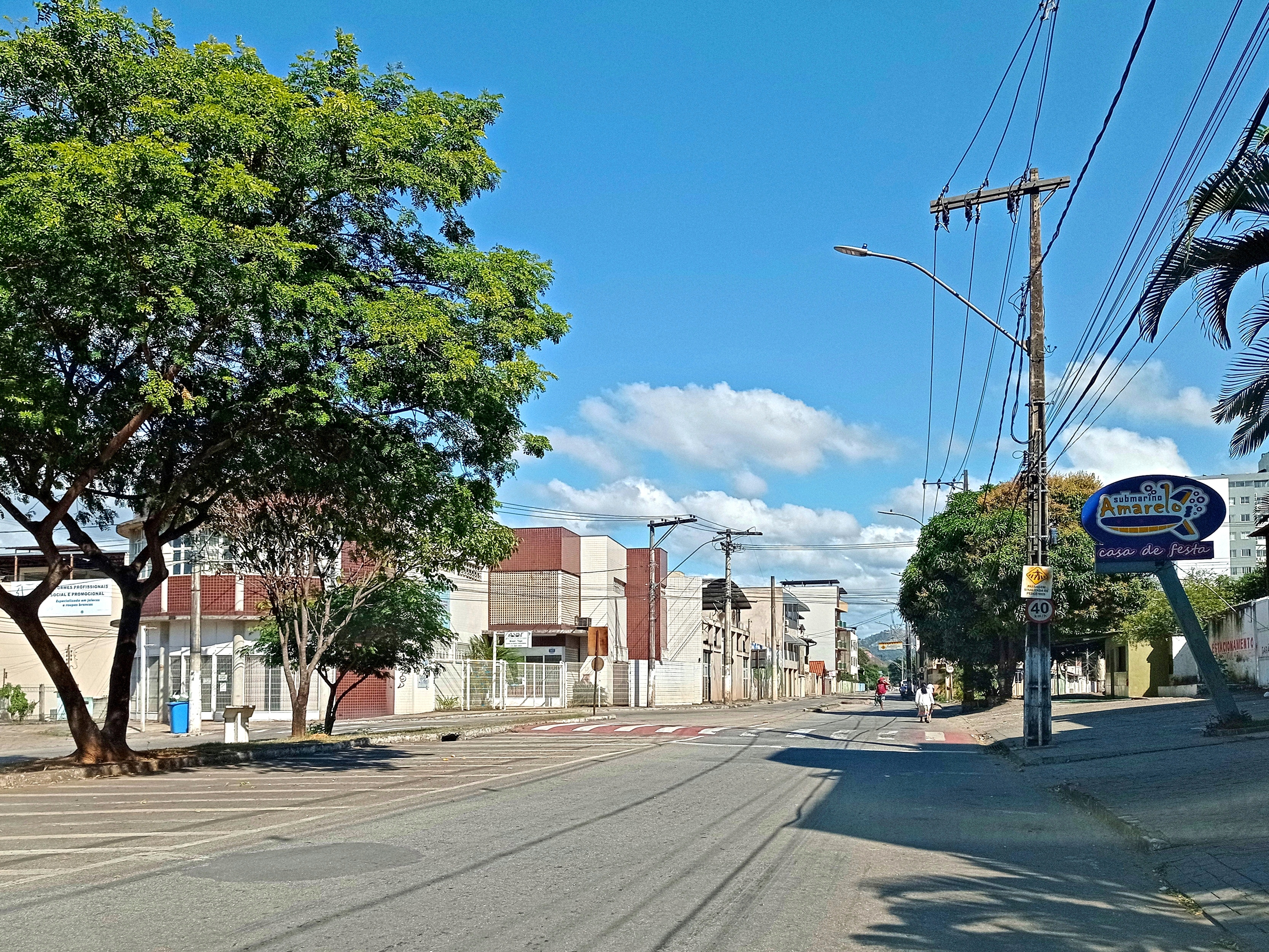
Avenida Rubem Siqueira Maia no bairro Santa Helena, via cujo nome reverencia o político.

Rubem Siqueira Maia nasceu no município brasileiro de Curvelo, no interior do estado de Minas Gerais, em 15 de fevereiro de 1908, sendo filho de José Ferreira Maia e Ana Siqueira Maia. Foi casado com Nilza Winter Maia, com quem teve quatro filhos (Yole, Walter, Ana Lúcia e Rubem Filho). Depois de residir em São João del-Rei em sua infância, formou-se pela Faculdade de Medicina da Universidade Federal de Minas Gerais (UFMG) no começo da década de 1930. Em seguida, trabalhou como médico durante a construção da Estrada de Ferro Vitória a Minas (EFVM) pelo Vale do Rio Doce. Embora tenha se estabelecido em Antônio Dias em 1937, atendia aos trabalhadores entre Nova Era e Governador Valadares.
Posteriormente, mudou-se para o então distrito Melo Viana, atraído pela implantação do complexo industrial da Belgo-Mineira na localidade. Destacou-se como um dos primeiros profissionais de saúde do Hospital Siderúrgica (atual Hospital Doutor José Maria Morais), criado pela Belgo em 1936 com objetivo de combater uma epidemia de doenças tropicais que avançava pela região. Rubem também atuou no distrito como comerciante e empreiteiro da Acesita na década de 1940.
O médico deixou seu posto de trabalho no Hospital Siderúrgica em 1945, após ser proibido pelo superintendente da Belgo-Mineira Joaquim Gomes da Silveira Neto de se mudar para a Fazenda Santa Terezinha, recém construída pela família na região do atual bairro Aldeia do Lago. Joaquim Gomes considerava a nova residência muito longe do local de trabalho de Rubem, que, por essa razão, preferiu abdicar do cargo na empresa, mudar-se para a fazenda e abrir um consultório próprio próximo à Estação do Calado. Na década de 1960, a Fazenda Santa Terezinha teve suas terras loteadas e vendidas pela Imobiliária Santa Terezinha, de propriedade da família Maia, dando origem aos bairros fabricianenses Aldeia do Lago, Mangueiras, Ponte Nova, Santa Terezinha e Santa Terezinha II.

## Vida pública e política

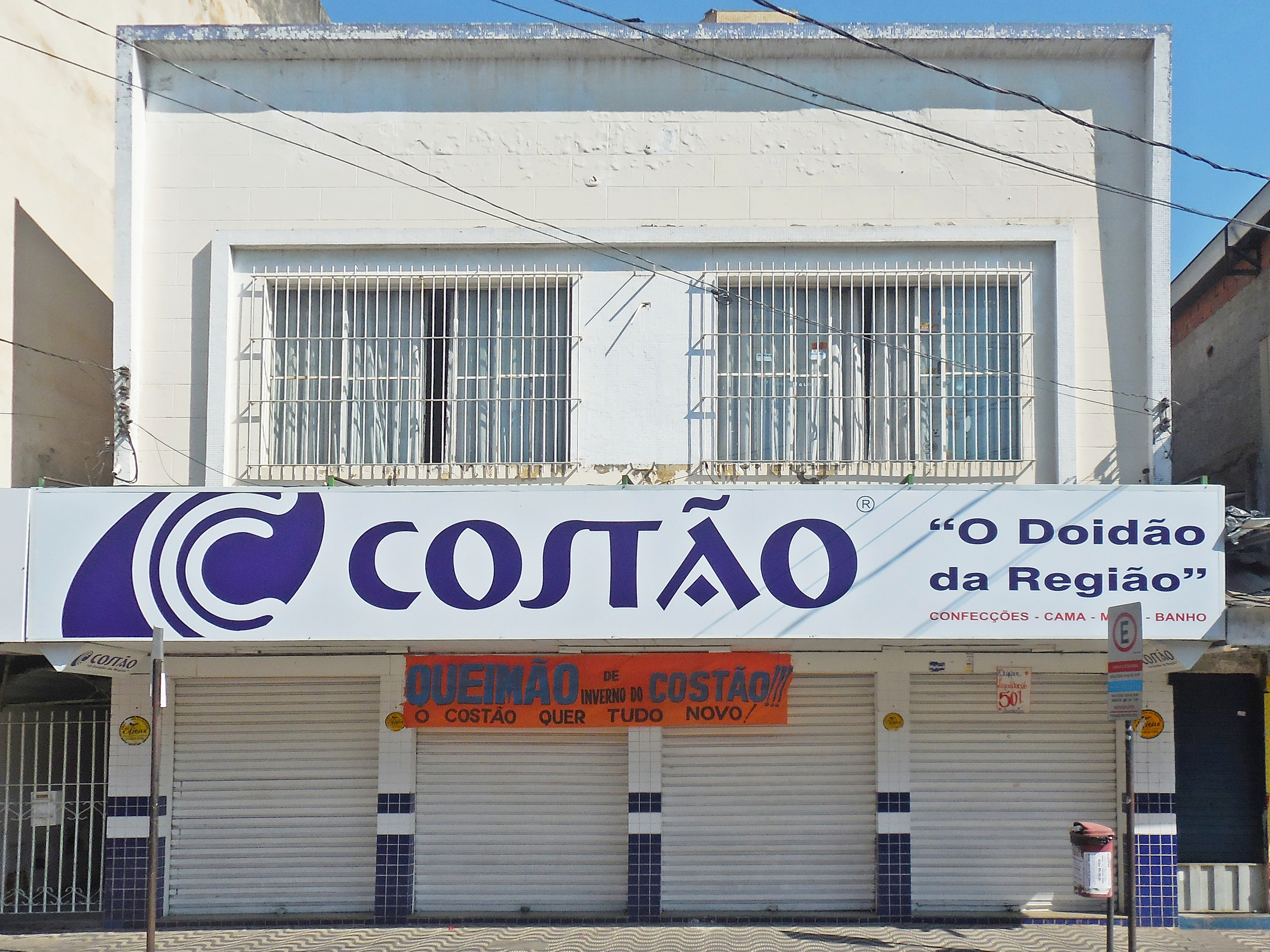
Casa São Geraldo (1948), ocupada pela loja "Costão"; prédio construído por Rubem onde funcionou a primeira sede da prefeitura de Coronel Fabriciano.

Enquanto trabalhava no Hospital Siderúrgica, Rubem foi eleito prefeito de Antônio Dias, filiado ao Partido Social Democrático (PSD). Conciliava a administração da cidade e seu trabalho como médico. Em 1947, foi o responsável pela estruturação de uma comissão visando à emancipação do antigo distrito Melo Viana — agora já denominado Coronel Fabriciano —, formada por comerciantes e outras lideranças políticas e religiosas locais. Também houve o apoio do então deputado estadual Tancredo Neves, amigo de infância do qual se separou ao se formarem na UFMG — Rubem em medicina e Tancredo em direito. Uma primeira proposta de emancipação fora rejeitada pelo governo mineiro, visto que o distrito contava com cerca de 5 mil residentes à época, enquanto que era necessário um mínimo de 10 mil habitantes.
Por sugestão de Tancredo Neves, foram fornecidos os registros de batismos pelo vigário local, padre Deolindo Coelho, para que fossem acrescentados à quantidade de habitantes obtida pelo censo realizado precariamente pelo governo de Antônio Dias, excedendo-se assim o mínimo exigido. Dessa forma, uma nova proposta de emancipação foi enviada à Assembleia Legislativa de Minas Gerais (ALMG) em 25 de fevereiro de 1948. Nesse mesmo ano, foi criado por Rubem Siqueira Maia o primeiro jornal do então distrito: "O Progresso", que trazia notícias regionais e colaborou com o fomento da força política para que ocorresse a emancipação de Coronel Fabriciano, decretada em 27 de dezembro de 1948.
Em 15 de março de 1949, Rubem Siqueira Maia se tornou o primeiro prefeito eleito de Coronel Fabriciano, ao lado de Silvino Pereira como vice-prefeito. Assim, sucedeu ao intendente Antônio Gonçalves Gravatá, que havia sido empossado após a instalação da cidade com a função de estruturar a administração do governo até a realização da primeira eleição. O prefeito efetivo se manteve no cargo até 30 de janeiro de 1953, ao se afastar para se candidatar, sem sucesso, a deputado estadual, sendo sucedido interinamente pelo então vice-prefeito Lauro Pereira da Conceição. Depois da derrota nas eleições para o cargo Legislativo, foi empossado como superintendente local da Belgo-Mineira pelo então presidente da companhia Louis Ensch, cargo que ocupou até 1964.

### Prefeitura de Coronel Fabriciano
Após a emancipação de Coronel Fabriciano, Rubem Siqueira Maia cedeu a Casa São Geraldo, de sua propriedade, para servir como primeira sede da prefeitura. O sobrado, que está situado na Rua Pedro Nolasco e foi construído em 1948, funcionou como sede do Poder Executivo desse município até 1960, tendo abrigado posteriormente uma loja de confecções, depois o supermercado "O Brasileirão" e então uma filial da rede de lojas "Costão". Durante seu mandato na cidade se destacaram a instalação do Grupo Escolar Professor Pedro Calmon (primeiro prédio escolar da localidade), a estruturação do abastecimento público de energia elétrica e o calçamento do Centro de Fabriciano.
No começo da década de 1950, Rubem Siqueira Maia sofreu uma tentativa de impeachment iniciada pela Câmara Municipal, devido a um período extenso em que se ausentou. O político havia viajado para o Rio de Janeiro, então capital federal, para se encontrar com o presidente da Acesita general Macedo Soares. A intenção da viagem era solicitar que a empresa, atuante em Coronel Fabriciano, fornecesse a energia elétrica gerada pela siderúrgica ao município. Contudo, ao chegar à cidade fluminense, Rubem foi informado que o general estava em viagem à Europa, pelo que foi preciso aguardar mais seis dias para seu retorno. Apesar do contratempo, a reunião gerou um acordo que autorizou o compartilhamento da rede elétrica. Ao retornar para Fabriciano, o prefeito conseguiu evitar a cassação ao comprovar o encontro e o benefício conquistado.

## Falecimento e homenagens
Rubem Siqueira Maia faleceu a 20 de janeiro de 1982. A denominação de uma das principais vias de Coronel Fabriciano, a Avenida Rubem Siqueira Maia, é uma homenagem ao ex-prefeito. A via intercede bairros que estão localizados em área da antiga Fazenda Santa Terezinha, ligando o Centro ao bairro Mangueiras. Embora a área original da antiga fazenda tenha sido loteada, a sede foi mantida e preservada pelos herdeiros em um local isolado no bairro Aldeia do Lago, onde eles construíram o primeiro condomínio fechado de alto padrão da região na década de 1990.
A esposa do primeiro prefeito eleito de Coronel Fabriciano empresta seu nome à Rua Nilza Winter Maia, um logradouro no bairro Santa Terezinha II. A Escola Estadual José Ferreira Maia, localizada no distrito Cachoeira do Vale, em Timóteo, leva o nome do pai do político. Essa instituição de ensino fora criada em 1955, inicialmente denominada Escola Rural Doutor Rubem Siqueira Maia. Em 25 de junho de 2020, foi inaugurada a Unidade de Pronto Atendimento (UPA) Doutor Walter Luiz Winter Maia, cujo nome reverencia um dos filhos de Rubem, também médico e ex-diretor do antigo Hospital Siderúrgica, falecido em 2014. O centro de saúde está localizado no bairro Sílvio Pereira II, em Coronel Fabriciano.